# 산야 탐마삭
산야 탐마삭(태국어: สัญญา ธรรมศักดิ์, 1907년 4월 5일~2002년 1월 6일)은 태국의 법학자, 대학교수, 정치인이었다. 그는 1973년부터 1975년까지 태국의 제12대 총리를 지냈다.
산야 탐마삭은 태국의 정치에서 가장 영향력 있는 인물 중 한 명이었다. 1968년부터 1973년까지 대법원장을 역임했으며 1973년 10월 민주운동 당시 탐마삿 대학교 법학과 학장과 총장을 지냈다. "3명의 독재자"가 나라를 떠나자, 산야는 왕명에 의해 총리로 임명되었다. 산야는 총 1년 124일 동안 총 1년 동안 하원 결의안에 의해 2년 연속으로 임기를 마쳤으며, 이 기간 동안 번개 작전이라고 불리는 미군의 철수를 명령했다. 산야는 1974년 헌법을 위한 기초 위원회를 임명하고, 제헌 의회의 부의장을 지냈으며, 추밀원 의장을 맡는 데 군주에 의하여 요청되었다.

## 교육
탐마삭은 1914년 가정 대학교에 입학하여 1925년 영어를 전공하며 고등학교를 마쳤다. 그는 1928년에 졸업하면서 3년 동안 법무부 로스쿨에 다녔다. 그는 가장 높은 점수를 받았고 장학금을 받았다. 이 장학금은 그가 미들 템플에서 3년 동안 법을 공부할 수 있게 해주었다. 그는 1932년 영국 변호사 자격을 얻었다.

## 팰리스 라이트닝
팰리스 라이트닝(Palace Lightning)은 미국 공군이 태국에서 항공기와 인원을 철수시킨 계획의 이름이다. 1975년 봄 프놈펜과 사이공에서 미국의 지원을 받는 정부가 무너진 후, 워싱턴과 산야 판사 정부 사이의 정치적 분위기가 악화되었고, 연말까지 미군 병력은 철수하라는 명령을 받았다. 1975년 12월 전략항공사령부 부대가 떠났지만 1976년 6월 13일 공식적으로 태국 정부에 반환될 때까지 미국의 통제하에 있었다.

## 사망
산야 탐마삭은 2002년 1월 6일 방콕 라마티보디 병원에서 사망했다.